# Abelardo Olivier
Abelardo Olivier (Portogruaro, 9 novembre 1877 – Milano, 24 gennaio 1951) è stato uno schermidore italiano capace di vincere medaglie olimpiche in tutte e tre le specialità: spada, sciabola e fioretto.
Ai Giochi della IV Olimpiade, disputatisi a Londra nel 1908, si aggiudicò una medaglia d'argento nella competizione di sciabola a squadre. Dodici anni dopo ad Anversa conquistò l'oro nella competizione a squadre di fioretto e in quella di spada.
Nei concorsi individuali non andò mai oltre il 6º posto conquistato nella spada ad Anversa.

## Palmarès

### Giochi olimpici estivi
Individuale
A squadre
- Oro nel fioretto ad Anversa 1920
- Oro nella spada ad Anversa 1920
- Argento nella sciabola a Londra 1908